# Ludwig Adler (Mediziner)
Ludwig Adler (* 7. November 1876 in Wien; † 8. August 1958, New Milford, Connecticut) war ein österreichischer Geburtshelfer und Gynäkologe.

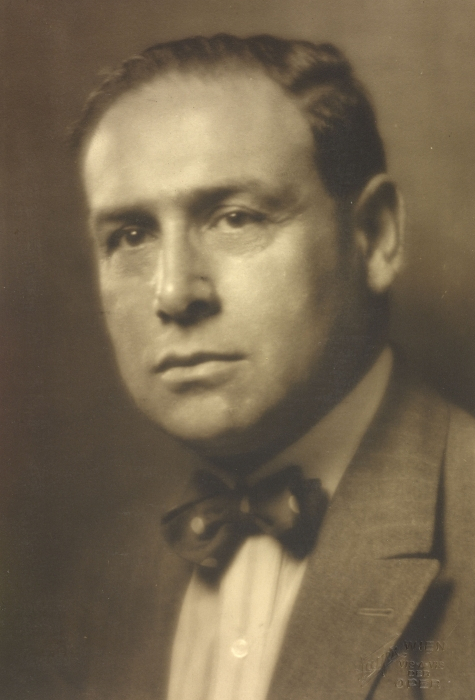
Ludwig Adler, Aufnahme von Georg Fayer (1927)

## Leben und Wirken
Ludwig Adler studierte an der Medizinischen Fakultät der Universität Wien, wo er im Jahr 1900 zum Doktor der gesamten Heilkunde promoviert wurde. Danach arbeitete er am Allgemeinen Krankenhaus der Stadt Wien und am Pathologisch-Anatomischen Institut der Universität Wien.
1904 wechselte er an die von Friedrich Schauta geleitete Universitäts-Frauenklinik und wurde dort 1906 Assistent. 1908 veröffentlichte Adler gemeinsam mit Fritz Hitschmann (1870–1926) sein grundlegendes Werk Der Bau der Uterusschleimhaut des geschlechtsreifen Weibes mit besonders Berücksichtigung der Menstruation, mit dem Hitschmann und Adler die Lehre von den menstruellen Veränderungen der Gebärmutterschleimhaut auf eine neue Basis stellten. Im Jahr 1912 erfolgte seine Habilitation an der Universität Wien.
Ab 1913 leitete er die Radiumstation der Universitäts-Frauenklinik, erwarb sich große Verdienste um die Strahlentherapie des Gebärmutterkarzinoms und genoss einen hervorragenden Ruf als Operateur (vaginale radikale Hysterektomie). Adler verfasste in der Folge über 100 wissenschaftliche Arbeiten, darunter etwa „Die Radiumbehandlung maligner Tumoren in der Gynäkologie“ (1919).
1919 wurde er außerordentliche Professor und war ab 1920 Vorstand der gynäkologischen Abteilung am Wilhelminenspital, später an der Rudolfstiftung in Wien. Von 1935 bis 1938 war Adler als Primararzt am Bettina-Stiftungspavillon des Kaiserin-Elisabeth-Spitals tätig.
Nach dem Anschluss Österreichs an das Deutsche Reich wurde Adler als Jude von der Universität Wien entlassen und musste in der Folge emigrieren.
In New York City konnte er seine Arbeit als Gynäkologe am Beth Israel Hospital und am St. Claire’s Hospital fortsetzen und wurde Ehrenmitglied der American Association of Gynecologists and Abdominal Surgeons sowie zahlreiche anderer Fachgesellschaften.